# Brezje pri Dovškem
Brezje pri Dovškem – wieś w Słowenii, w gminie Krško. W 2018 roku liczyła 101 mieszkańców.